# Бать
Бать — українське та єврейське прізвище.

## Відомі носії
- Бать Лідія Григорівна — (1900—1980) — російська письменниця єврейського походження.
- Бать Олексій Дмитрович — військовий Армії УНР, інженер[1].